# Günther Maritschnigg
Günther Maritschnigg (Bochum, Alemania, 7 de noviembre de 1933-Witten, 22 de enero de 2013) fue un deportista alemán especialista en lucha grecorromana donde llegó a ser subcampeón olímpico en Roma 1960.

## Carrera deportiva
En los Juegos Olímpicos de 1960 celebrados en Roma ganó la medalla de plata en lucha grecorromana estilo peso wélter, tras el luchador turco Mithat Bayrak (oro) y por delante del francés René Schiermeyer (bronce).